# Erik Thyreen
Erik Albert Gustaf Thyreen, född den 4 juli 1912 i Lidingö församling, Stockholms län, död den 21 september 1995 i Rydebäck, Kvistofta församling, Malmöhus län, var en svensk ingenjör och företagsledare. Han var bror till Nils Thyreen.
Thyreen, som var son till advokat Gustaf Thyreen och Sofia, född Lundblad, avlade civilingenjörsexamen vid Kungliga Tekniska högskolan 1937. Han var anställd i Väg- och vattenbyggnadsstyrelsen 1937–1942, arbetschef vid Aktiebolaget Granit och beton i Stockholm 1942–1945, verkställande direktör i Malmö byggmästares gemensamma byggnadsaktiebolag i Malmö 1945–1956, verkställande direktör i Näringslivets byggnadsdelegation i Stockholm 1956–1959 och vice verkställande direktör i Sveriges industriförbund 1962–1973. Han var, som representant för högern, vice ordförande i drätselkammarens tredje avdelning/fastighetsnämnden i Malmö stad 1954–1958.
Thyreen invaldes 1958 på tallrik 8 i Gastronomiska akademien. Han blev riddare av Vasaorden 1973. Thyreen vilar på Raus kyrkogård strax utanför Helsingborg.